# Eric Janeau
Eric Janeau jr (New Orleans, ...) è un ex giocatore di football americano statunitense che ha giocato come offensive lineman.